# Labeobarbus brevispinis
Labeobarbus brevispinis és una espècie de peix pertanyent a la família dels ciprínids.

## Descripció
- Fa 23 cm de llargària màxima.[4][5]

## Hàbitat
És un peix d'aigua dolça, bentopelàgic i de clima tropical.

## Distribució geogràfica
Es troba a Àfrica: el Camerun (incloent-hi els rius Sanaga i Benue).

## Observacions
És inofensiu per als humans.